# (5156) Голант
(5156) Голант (лат. Golant) — типичный астероид главного пояса, открыт 18 мая 1972 года советским астрономом Тамарой Смирновой в Крымской астрофизической обсерватории и 5 октября 1998 года назван в честь физика Виктора Голанта.

## Обнаружение и именование
(5156) Голант
Открыт 18 мая 1972 года в Крымской астрофизической обсерватории Т. М. Смирновой.
Назван в честь академика Виктора Евгеньевича Голанта (р. 1928) — директора отделения физики плазмы, атомной физики и астрофизики Физико-технического института имени Иоффе в Санкт-Петербурге. Голант широко известен своими работами в области управляемого термоядерного синтеза, взаимодействия электромагнитных волн с плазмой, процессов переноса, диагностики плазмы и нагрева плазмы в токамаках. Название предложено Институтом прикладной астрономии.
Оригинальный текст (англ.)5156 Golant
Discovered 1972 May 18 by T. M. Smirnova at the Crimean Astrophysical Observatory.
Named in honor of academician Victor Evgenʹevich Golant (b. 1928), director of the department of plasma physics, atomic physics and astrophysics at the Ioffe Physical and Technical Institute in St. Petersburg. Golant is widely known for his work in the fields of controlled thermonuclear fusion, interaction of electromagnetic waves with plasma, transfer processes, plasma diagnostics and heating of plasma in tokamaks. Name suggested by the Institute of Applied Astronomy.
Источники: 19981005/MPCPages.arc; M.P.C. 32788.

## Орбита

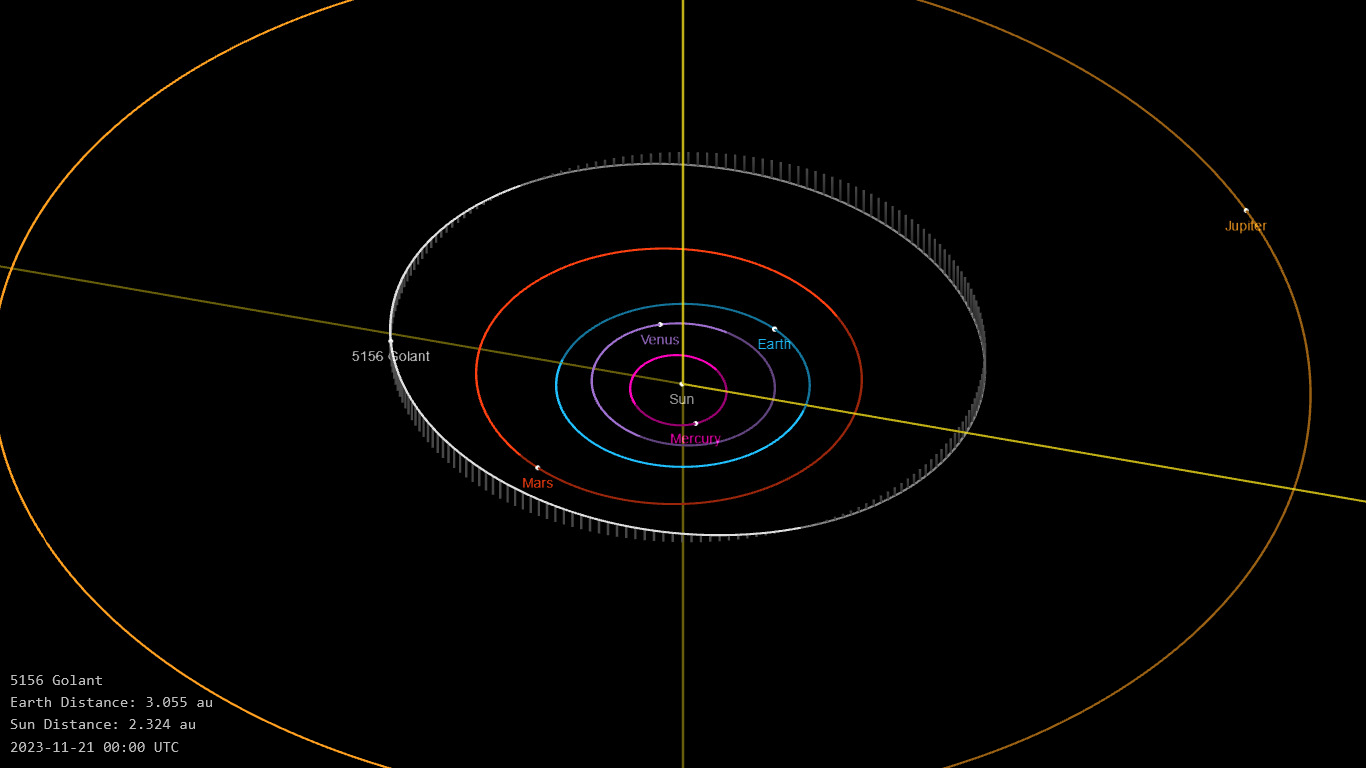
Орбита астероида Голант и его положение в Солнечной системе

## Физические характеристики
Астероид относится к таксономическому классу S.
По результатам астрономической съёмки Palomar Transient Factory (PTF), наблюдений системы телескопов панорамного обзора и быстрого реагирования Pan-STARRS и наблюдений системы последнего оповещения о столкновении астероида с Землей Asteroid Terrestrial-impact Last Alert System абсолютная звёздная величина астероида сначала оценивалась равной 13,868±0,006m позже — 14,43±0,26m и 13,80±0,128m.